# Alois Mock
Alois Mock (Euratsfeld, Alsó-Ausztria, 1934. június 10. – Bécs, 2017. június 1.) osztrák politikus, 1987–95 között Ausztria külügyminisztere, az osztrák EU-csatlakozási szerződés főtárgyalója.
Jogot tanult a Bécsi Egyetemen, majd nemzetközi jogot hallgatott Bolognában és Brüsszelben.
1961-től a szövetségi kancellári hivatalban 1962 és 1966 között pedig az osztrák OECD-képviseletnél Párizsban dolgozott.
1969 és 1970 között Klaus kormányában Ausztria legfiatalabb oktatási minisztere volt.
Az SPÖ Bruno Kreisky vezetésével elért győzelme után az 1970-es ausztriai parlamenti választáson az ÖVP képviselője lett, és 1971-ig Euratsfeld polgármestere volt. Először az ÖVP frakcióvezetője volt, majd 1979. július 7-től 1987-ig hivatalosan is az ÖVP klubelnöke volt a Nemzeti Tanácsban.
Mock 1987 és 1995 között külügyminiszter volt, és ő vezette Ausztria EU-csatlakozási tárgyalásait.
Alois Mock és magyar kollégája, Horn Gyula 1989. június 27-én közösen vágták át a határzárat Ausztria és Magyarország között.
1990-ben Mock külügyminiszteri tisztségén rövid ideig a szövetségi honvédelmi minisztérium vezetésével is megbízták, mivel az addigi miniszter, Robert Lichal 1990. november 6-án átvette a Nemzeti Tanács második elnökének tisztségét.
Parkinson-kórban szenvedett. Felesége, Edith ápolta, akivel 51 évig élt házasságban. A párnak nem voltak gyermekei.
2019-ben Bécs-Döblingben (19. kerület) az Alois-Mock-Gasse utcát róla nevezték el.

## Művei (válogatás)
- Die Zukunft der Volkspartei. Eine kritische Selbstdarstellung. Molden, Wien 1971, ISBN 3-217-00419-1
- Durchbruch in die Moderne. Von der industriellen zur nachindustriellen Gesellschaft. Styria, Graz 1981, ISBN 978-3-222-11364-2
- Standpunkte. Styria, Graz, Köln 1982, ISBN 978-3-222-11426-7
- …für Österreich. Meine politischen Konzepte. Multiplex Media, Wien 1986, ISBN 3-7048-0014-7

## Fordítás
- Ez a szócikk részben vagy egészben  az   Alois Mock című német Wikipédia-szócikk fordításán alapul.  Az eredeti cikk szerkesztőit annak laptörténete sorolja fel. Ez a jelzés csupán a megfogalmazás eredetét és a szerzői jogokat jelzi, nem szolgál a cikkben szereplő információk forrásmegjelöléseként.